# Kriváň
Kriváň je s výškou 2494 m n. m. jeden z nejvyšších vrcholů Slovenska. Nachází se ve Vysokých Tatrách, jako jejich první vrchol od západu. Byl neoficiálním symbolem Štúrovců, kteří na něj v 19. století konali výstupy, a stal se také i symbolem národním.

## Kriváň ve znaku Slovenska
V letech 1960 až 1990 byl Kriváň rovněž vyobrazen spolu s vatrou i na znaku Slovenské socialistické republiky a na státním znaku ČSSR. Nahradil tak na období téměř třiceti let tradiční slovenský znak s trojvrším a dvojkřížem, který se používá již od časů Uherska a je rovněž i na dnešním Státním znaku Maďarska. V roce 2005 bylo rozhodnuto, že bude Kriváň vyobrazen také na slovenských euromincích.

## Přístup
- Po červené turistické značce ze Štrbského plesa k Jamskému plesu, zde odbočit na modrou značku, která vede až na vrchol. Modrou značku je možné použít i z Rázcestie Jambrichovo u Cesty Slobody - zastávka bus Biely Váh. Nedaleko (cca 500 m) je možné zaparkovat auto u silnice.
- Po zelené značce z osady Tri studničky k rozcestí pod Kriváněm, odtud po modré značce.

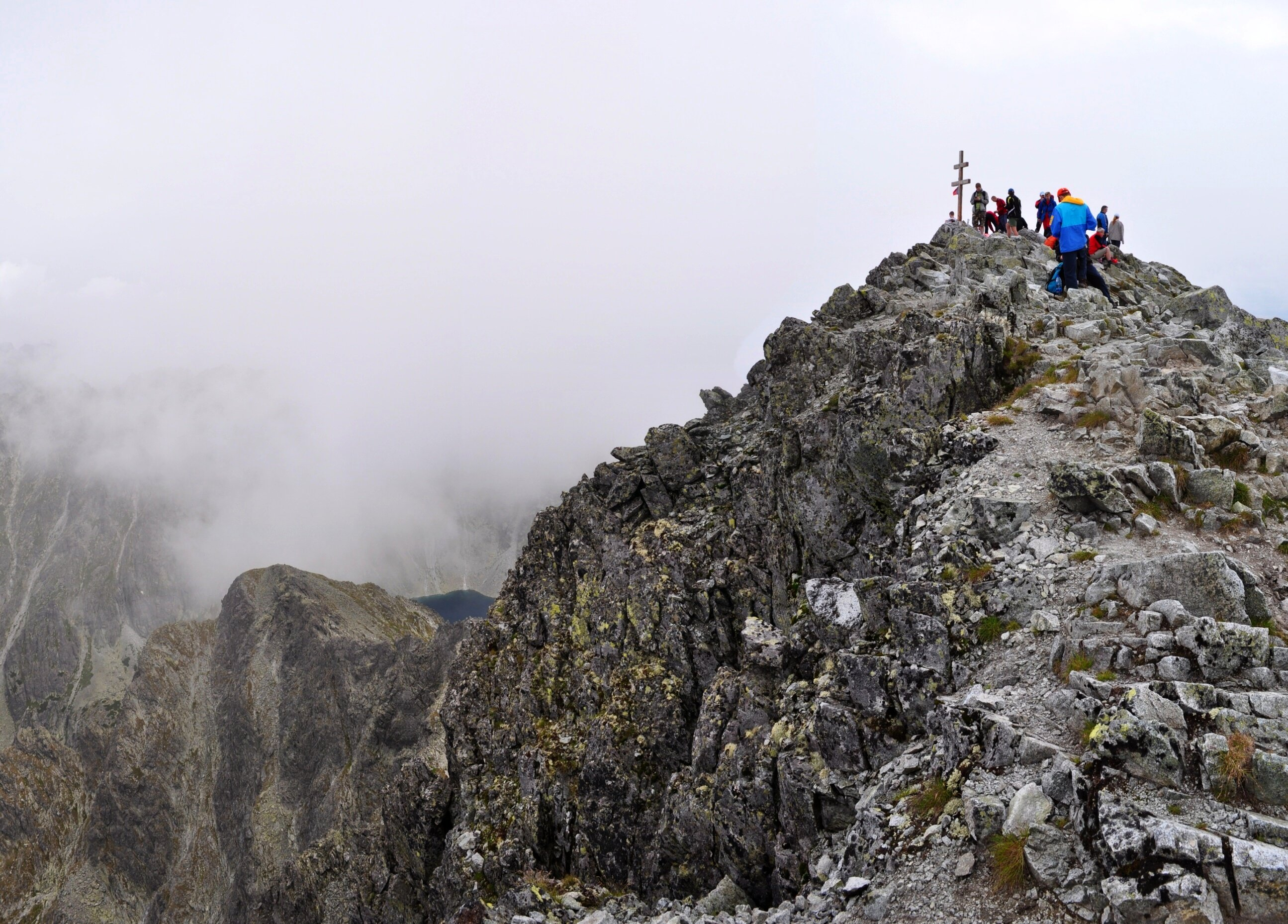
Vrchol

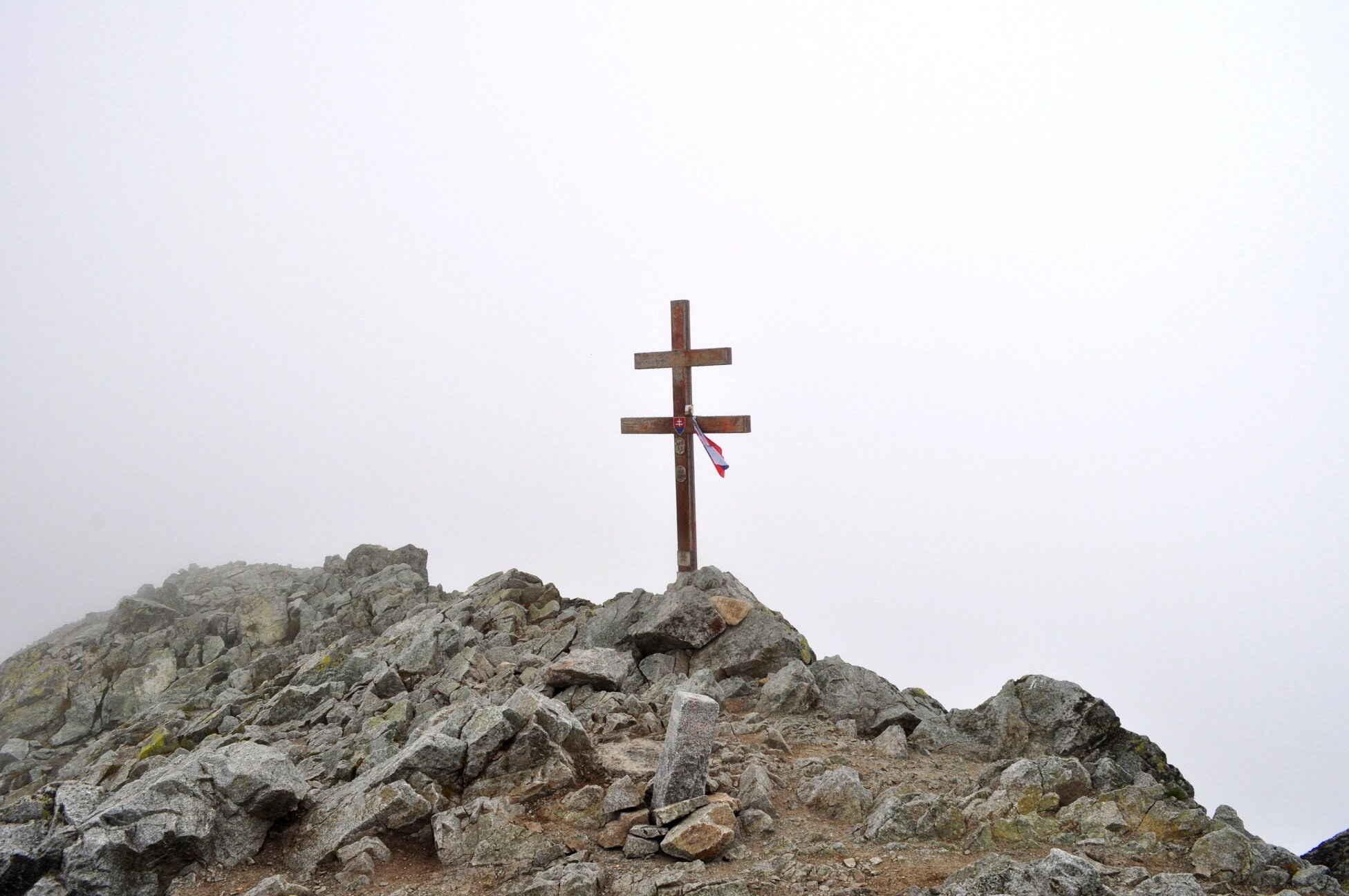
Vrcholový kříž

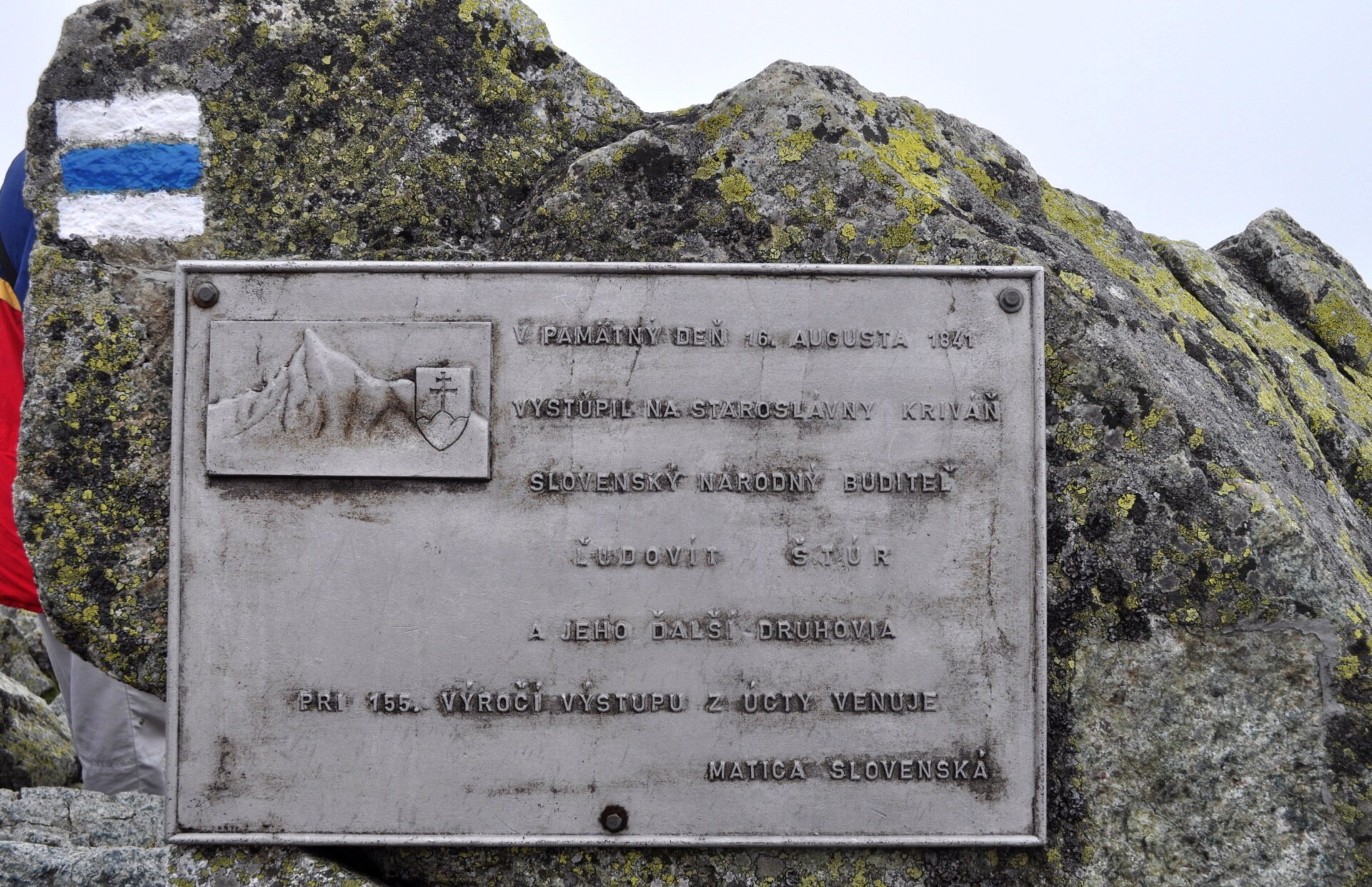
Památka na výstup Štúrovců

Znak SSR